# Pequod
Le Pequod est un baleinier typique de l'île de Nantucket au XIXe siècle qui apparaît dans le roman Moby-Dick (1851) de l'auteur américain Herman Melville.

## Description
Le Pequod et son équipage, commandés par le capitaine Achab, sont au cœur de l'histoire qui, après les premiers chapitres, se déroule presque entièrement à bord du navire au cours d'une expédition baleinière de trois ans dans les océans Atlantique, Indien et Pacifique Sud. La plupart des personnages du roman font partie de l'équipage du Pequod ,.
Ismaël, le narrateur du roman, découvre le navire après son arrivée à Nantucket et apprend l'existence de trois navires qui sont sur le point de partir pour des campagnes de trois ans. Chargé par son nouvel ami, le harponneur polynésien Queequeg (ou plus précisément, le dieu-idole de Queequeg, Yojo), de candidater pour eux deux, Ishmael se rend au Straight Wharf et choisit le Péquod.
Selon Ismaël, le Pequod doit son nom à la tribu amérindienne des Pequots de langue algonquienne. Melville connaissait l'histoire de la tribu, décimée et dispersée au début des années 1600 par la guerre des Pequot et par l'épidémie qui l'avait précédée.
Melville fait référence aux Pequot dans d'autres ouvrages. Oshima Yukiko souligne d'autres références symboliques à la tribu dans le roman et estime que, dans la scène finale, la destruction du Pequod par Moby Dick renvoie à la destruction du peuple Pequot.
Le Pequod a traversé les années et enduré les éléments, mais non sans subir de dommages. Le navire comporte une dunette et un gaillard d'avant et est à trois mâts comme la plupart des baleiniers de Nantucket de l'époque, mais les trois mâts sont des mats de remplacements, ceux d'origine ayant été perdus lors un typhon au large du Japon.
Le Pequod n'est pas sans rappeler le capitaine Achab à cet égard, puisque comme chez lui, les éléments manquants ont été remplacés par les os des baleines qu'il pourchasse : il est richement décoré d'ossements sculptés, jusqu'aux dents de baleine insérées dans la balustrade qui font l'effet d'une mâchoire ouverte. Ces ornements sont destinés à mettre en avant les campagnes victorieuses du Pequod.
Les principaux propriétaires du navire sont deux capitaines baleiniers à la retraite, Bildad et Peleg, des quaker aisés : « les autres propriétaires, plus insignifiants et dispersés, ont laissé presque toute la gestion des affaires du navire à ces deux-là ».
Peleg a servi comme second sous le commandement d'Achab sur le Pequod avant d'obtenir son propre commandement, et est à l'origine de tous les embellissements en os de baleine.
Dans l’adaptation cinématographique de 1956, réalisée par John Huston, le Pequod arbore la figure de proue d’un amérindien, corroborant l’origine de son nom.

## Symbolique
Les chercheurs considèrent le Pequod et son équipage comme un symbole, mais ne sont pas d'accord sur les détails. La diversité raciale de l'équipage du navire a été considérée comme reflétant l'idéal de la communauté raciale américaine. Son équipage de trente membres équivaut au nombre d'États américains de l'époque et, selon les mots d'Andrew Delbanco, le Pequod « devient une réplique du navire d'État américain ». Certains s'accordent pour voir le navire comme un « assemblage », c'est-à-dire un groupe qui représente un groupe plus large tandis que d'autres contestent cette interprétation « bien connue ».

### Sources
- Mary K. Berkaw Edwards, Encyclopedia of American Literature of the Sea and Great Lakes., ABC-CLIO, 2001, 348 p. (ISBN 978-0313301483), « Pequod »
- William G. Braude, « 23. Melville's Moby Dick », The Explicator, vol. 21, no 3,‎ 1962, p. 41–43 (DOI 10.1080/00144940.1962.11482319, lire en ligne)
- Andrew Delbanco, Melville, His World and Work, New York, Knopf, 2005 (ISBN 978-0-375-40314-9, OCLC 845847813, lire en ligne )
- Thomas Erthel, « The Common Continent of Men"? Die Pequod Und Ihre Crew Als Verhandlungsraum Von ,Welt' in Melvilles Moby-Dick; or, the Whale », Arcadia, vol. 51, no 2,‎ 2016, p. 308–324 (DOI 10.1515/arcadia-2016-0025, S2CID 191882621)
- James D. Hart, The Concise Oxford Companion to American Literature, Oxford University Press, 1986 (ISBN 9780195047714), « Pequod »
- Heflin, Wilson. (2004). 'Herman Melville's Whaling Years Edited by Mary K. Bercaw Edwards and Thomas Farel Heffernan. Nashville: Vanderbilt University Press.
- Martina Kado, « The Ship as Assemblage: Melville's Literary Shipboard Geographies », Atlantic Studies, vol. 15, no 1,‎ 2018, p. 40–61 (DOI 10.1080/14788810.2017.1347380, S2CID 148721482, lire en ligne)
- Yukiko Oshima, Herman Melville's "Pequot Trilogy": The Pequot War in Moby-Dick, Israel Potter, and Clarel, 2013 (lire en ligne)
- Yukiko Oshima, Melville Among the Nations, Kent State University Press, 2001 (ISBN 0873386965), « The Red Flag of the Pequod/Pequot »
- Laurie Robertson-Lorant, « Red Blood, White Bones the Native American Presence in Moby-Dick », Comparative American Studies, vol. 1, no 3,‎ 2003, p. 379–390 (DOI 10.1177/14775700030013008, S2CID 161104626, lire en ligne)